# Selwood
Selwood – wieś w Anglii, w hrabstwie Somerset, w dystrykcie (unitary authority) Somerset. Leży 31 km na południowy wschód od miasta Bristol i 155 km na zachód od Londynu. W 2001 miejscowość liczyła 788 mieszkańców.